# جيفري سكوت شابيرو
جيفري سكوت شابيرو (بالإنجليزية: Jeffrey Scott Shapiro)‏ هو محامي في القانون وصحفي أمريكي، ولد في 27 أبريل 1973 في هيوستن في الولايات المتحدة.